# Carga alar
Em aerodinâmica, carga alar é o índice resultante do peso da aeronave dividido pela área da asa. A carga alar reflete diretamente a capacidade de sustentação, que por seu turno afeta diretamente a velocidade ascensorial, capacidade de carregamento e a performance de uma aeronave. Quanto menor a carga alar, maior é a eficiência de uma asa em relação ao peso que ela deve sustentar.

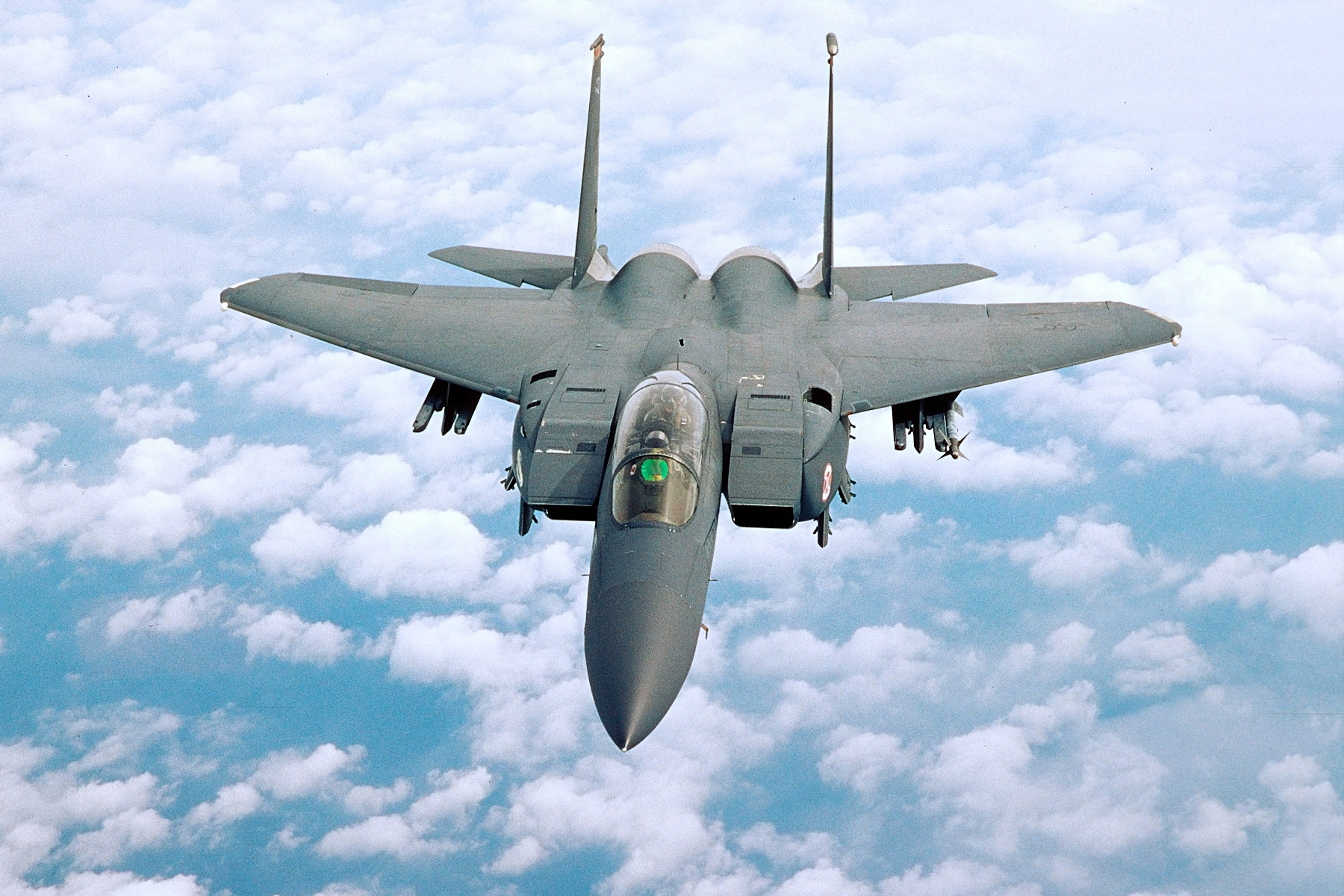
O F-15 Eagle é um exemplo de aeronave com baixa carga alar e consequente elevada capacidade de manobra.

A carga alar, embora traduza a eficiência de uma asa em relação ao peso que ela sustenta, não é o único fator determinante da eficiência global, pois é uma aferição estática, i.e., não considera fatores como a velocidade aerodinâmica, perfil aerodinâmico (forma da secção transversal) e enflechamento da asa (ângulo formado entre a asa e a fuselagem). Em linhas gerais, aeronaves de alta velocidade possuem carga alar mais elevada, visando reduzir o maior arrasto induzido que asas de baixa carga alar produzem.
De forma resumida, pode-se dizer que uma aeronave com baixa carga alar possui mais área de asa do que realmente precisa: a melhor manobrabilidade pode comprometer a velocidade final e a recíproca, via de regra, também é verdadeira.

## Efeito na performance
A carga alar é uma medida útil da velocidade de estol em uma aeronave. As asas geram sustentação devido ao movimento de ar ao seu redor - asas maiores movem mais ar. Assim, uma aeronave com a área da asa relativamente grande em relação ao seu peso (por exemplo, uma carga alar baixa) terá uma velocidade de estol menor. Dessa forma, uma aeronave com uma carga alar menor poderá decolar e pousar com menores velocidades (ou poderá decolar com mais carga). Isso também permitirá curvas mais inclinadas.

### Efeito nas velocidades de decolagem e pouso
A força de sustentação L em uma área da asa A, viajando na velocidade verdadeira v é dada por
{\displaystyle L={\tfrac {1}{2}}\rho v^{2}AC_{L}}, 
, 
onde ρ é a densidade do ar e CL é o coeficiente de sustentação. O coeficiente de sustentação é um número adimensional que depende do perfil da asa e do ângulo de ataque. Na decolagem ou em voo nivelado, sem ser nas fases de subida ou descida, a força de sustentação é igual ao peso. Com L/A = Mg/A =WSg, onde M é a massa da aeronave, WS = M/A como carga alar (em unidades de massa/área, por exemplo, lb/ft2 ou kg/m2, sem ser força/área) e g sendo a aceleração da gravidade, a equação encontra a velocidade v através de
Como consequência, aeronaves com o mesmo CL na decolagem, em mesmas condições atmosféricas, terão velocidades de decolagem proporcionais a {\displaystyle \scriptstyle {\sqrt {W_{S}}}}. Então, se a área da asa de uma aeronave for aumentada em 10% e nada mais for mudado, a velocidade de decolagem cairá cerca de 5%. Da mesma forma, se uma aeronave projetada para decolar a 150 mph tem seu peso aumentado durante o desenvolvimento em 40%, sua velocidade de decolagem aumenta para {\displaystyle \scriptstyle 150{\sqrt {1.4}}} = 177 mph.
Algumas aves contam com sua energia muscular para ganhar velocidade sob o solo ou a água. Pássaros que nidificam no chão e na água precisam correr ou remar até atingir a velocidade de decolagem. O mesmo é válido para pilotos de asa-delta, que podem precisar da ajuda de uma ladeira em declive para decolar. Para todos esses, um WS baixo é crítico, embora passarinhos e aves rupículas possam decolar com grande carga alar.

### Efeito na performance de curvas
Para efetuar uma curva, uma aeronave deve rolar na direção da curva, aumentando a inclinação das asas da aeronave. O voo em curva diminui a componente de sustentação contra a gravidade e, dessa forma, causa uma descida. Para compensar, a força de sustentação deve ser aumentada, aumentando-se o ângulo de ataque com uma deflexão do profundor para cima, o que aumenta o arrasto. Curvas podem ser descritas como "subindo ao redor de um círculo" (a sustentação da asa é redirecionada para curvar a aeronave), então, o aumento no ângulo de ataque da asa cria ainda mais arrasto. Quanto menor o raio da curva, maior é o arrasto induzido, o que requer mais potência (tração) para superar o arrasto. A razão de rolagem máxima possível para uma determinada aeronave é limitada pelo tamanho de sua asa e a potência disponível: a curva mais fechada que uma aeronave pode atingir e manter é chamada de desempenho de curva sustentada. Conforme a inclinação das asas aumenta, a força g aplicada à aeronave também aumenta, resultando no aumento da carga na asas e também da velocidade de estol. Esse efeito também é visto durante manobras de arfagem.

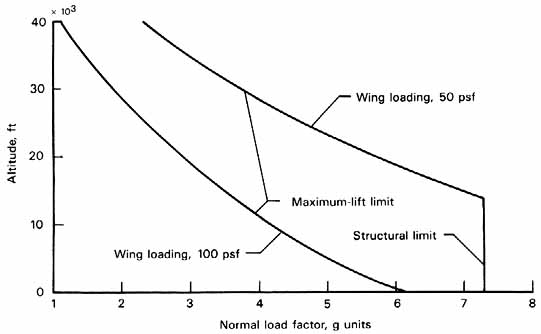
Carga alar variando com a altitude com 50 ou 100 lb/sq ft

Como o estol ocorre a partir de uma determinada carga alar e um coeficiente de sustentação máximo em uma determinada altitude e velocidade, isso limita o raio de curva a um fator carga máximo. Com Mach 0.85 e coeficiente de sustentação 0.7, uma carga alar de 50 lb/sq ft (240 kg/m2) pode atingir um limite estrutural de 7.33 g até a altitude de 15,000 pés e, então, diminui para 2.3 g em 40,000 pés, enquanto que com uma carga alar de 100 lb/sq ft (490 kg/m2) o fator carga é duas vezes menor e mal chega a 1 g em 40,000 pés.
Aeronaves com cargas alares baixas tendem a ter um raio de curva menor, porque podem gerar mais sustentação para uma determinada quantidade de potência do motor. A inclinação das asas imediata que uma aeronave pode atingir antes que o arrasto sangre seriamente sua velocidade é conhecida como desempenho de curva instantânea. Uma aeronave com asa pequena e carga alar elevada pode ter um desempenho de curva instantânea superior, mas um desempenho de curva sustentada inferior: ela reage rapidamente aos comandos, mas sua habilidade de manter a curva fechada é limitada. Um exemplo clássico é o F-104 Starfighter, que tem uma asa muito pequena e a elevada carga alar de 723 kg/m2 (148 lb/sq ft).
No lado oposto do espectro, existe o Convair B-36: Suas grandes asas resultam em uma carga alar baixa de 269 kg/m2 (55 lb/sq ft), que podem sustentar curvas mais fechadas em altas velocidades do que aeronaves caças contemporâneas, enquanto que o Hawker Hunter, produzido um pouco depois, tem uma carga alar similar de 344 kg/m2 (70 lb/sq ft). O protótipo de aeronave de linha aérea Boeing 367-80 podia efetuar curva em baixas altitudes com uma carga alar de 387 kg/m2 (79 lb/sq ft).
Como qualquer corpo em um movimento circular, uma aeronave que é veloz e forte o suficiente para manter um voo nivelado v em um círculo de raio R acelera em direção ao centro com uma razão de v²/R. Essa aceleração é causada pela componente horizontal da sustentação, Lseno0, onde 0 é a inclinação das asas. Então, a partir da Segunda Lei de Newton,
Resolvendo R
Quanto menor a carga alar, mais fechada é a curva.
Planadores desenvolvidos para explorar correntes termais precisam de um raio de curva menor para permanecer dentro da colina de ar ascendente, e o mesmo é verdade para aves planadoras. Outras aves, como aquelas que carregam insetos nas asas, também precisam de alta manobrabilidade. Todos precisam de baixas cargas alares.

### Efeito na estabilidade
A carga alar também afeta a resposta a rajadas, o grau em que a aeronave é afetada por turbulências e variações na densidade do ar. Pequenas asas possuem menos área onde a rajada possa atuar, o que serve para suavizar o voo. Para altas velocidades, voos baixos (tais como uma passagem baixa de bombardeamento por uma aeronave de ataque), uma asa pequena, fina e de carga alar elevada é preferível: aeronave com carga alar baixa às vezes são consideradas como tendo voos mais turbulentos e penosos.
Quantitativamente, se uma rajada produz uma pressão ascendente de G (digamos, em N/m²) em uma aeronave de massa M, a aceleração ascendente a, a ser dada pela Segunda Lei de Newton, será
diminuindo com a carga alar.

### Efeito no desenvolvimento
Uma outra complicação com a carga alar é que é difícil de se alterar substancialmente a área da asa em uma aeronave (apesar de que modestas modificações são possíveis). Durante seu desenvolvimento, as aeronaves são propensas ao "aumento de peso" - a adição de equipamentos e características que substancialmente aumentam o peso da aeronave. Uma aeronave que tem uma carga alar moderada em seu projeto original, pode terminar com uma carga alar bem elevada com a adição de novos equipamentos. Apesar de poder substituir os motores para aqueles mais potentes, os efeitos nas curvas e performance de decolagem resultantes de uma elevada carga alar não são tão facilmente reconciliados.

### Uso de água de lastro em planadores
Planadores modernos às vezes usam água de lastro nas asas para aumentar a carga alar quando as condições de vento são fortes. Ao aumentar a carga alar, a velocidade média pode ser aumentada para obter vantagem das fortes termais. Com uma alta carga alar, uma determinada razão sustentação/arrasto é atingida com uma velocidade do ar mais alta do que com uma carga alar menor e isso permite velocidades médias maiores. O lastro pode ser ejetado quando as condições se enfraquecem, para maximizar a velocidade do planador em competições.

## Considerações de projeto

### Sustentação de fuselagem

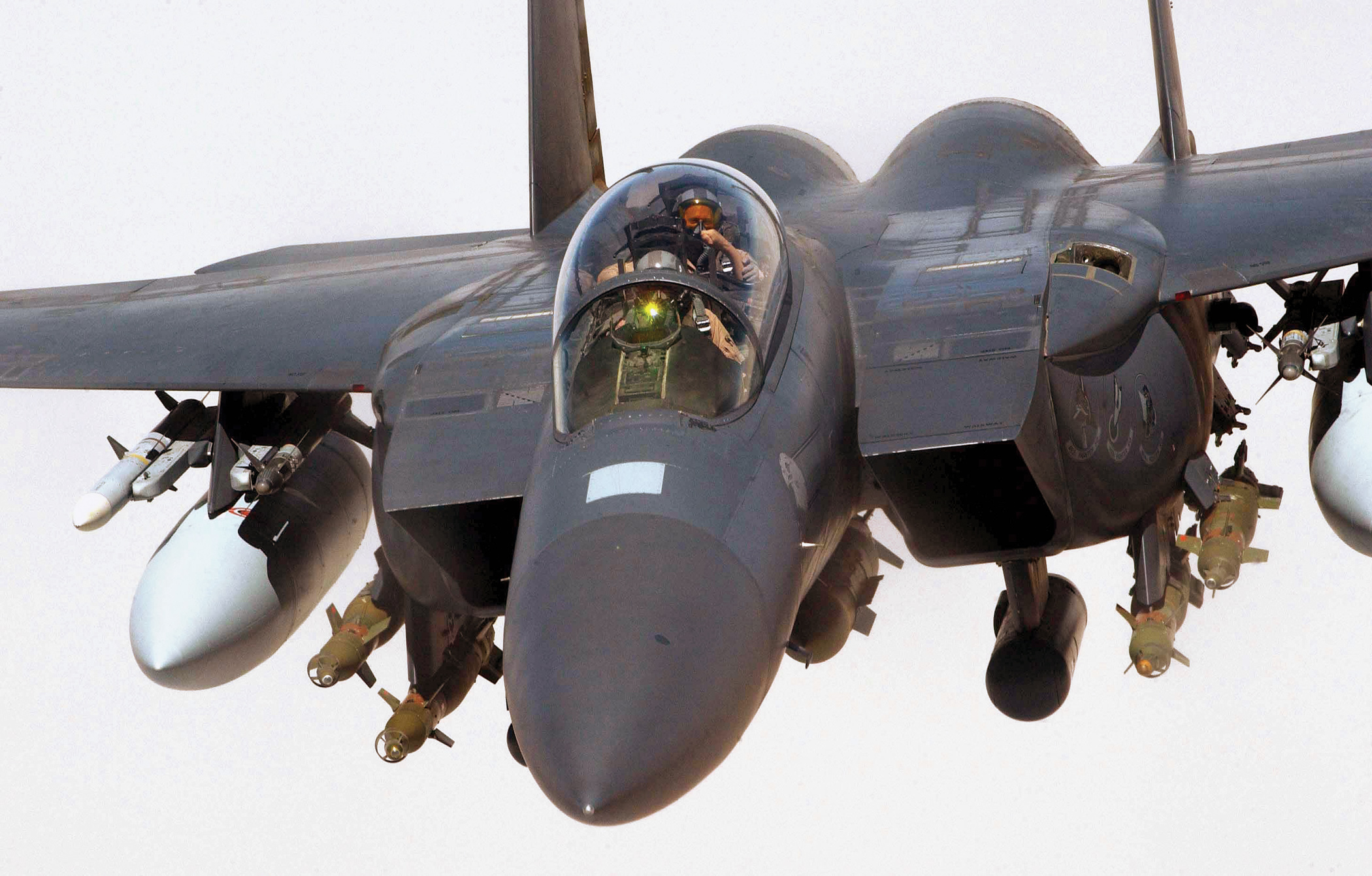
O F15-E Strike Eagle tem uma asa larga e carga alar relativamente um pouco mais baixa

Um projeto de união entre asa e fuselagem, como o encontrado no F-16 Fighting Falcon ou no MiG-29 Fulcrum ajuda a reduzir a carga alar; nesses projetos, a fuselagem gera sustentação aerodinâmica, melhorando a carga alar enquanto mantém a alta performance.

### Enflechamento variável

#### Asas
Aeronaves como o F-14 Tomcat e o Panavia Tornado usam asas de enflechamento variável. Como a área de suas asas variam em voo, a carga alar também varia (apesar desse não ser o único benefício). Quando a asa está na posição à frente, a performance de decolagem e pouso é bastante melhorada.

#### Flaps do tipo Fowler
Como os flaps de todas as aeronaves, os flaps do tipo fowler aumentam o arqueamento da asa e, como consequência, o coeficiente de sustentação, diminuindo a velocidade de pouso. Eles também aumentam a área da asa, diminuindo a carga alar, o que também diminui a velocidade de pouso.